# 서정국 (법조인)
서정국(徐廷國, 일본식 이름: 吉永圭佑, 1896년 7월 16일 ~ ?)은 일제강점기와 대한민국의 법조인이다.

## 생애
한성부 출신으로 경성법학전문학교를 졸업하고 고등문관시험 사법과에 합격하여 법조인이 되었다. 광주지방법원에서 서기 겸 통역생으로 근무하다가 1929년에 조선총독부 판사에 임용되었다.
일제 강점기 동안 공주지방법원 홍성지청, 부산지방법원 밀양지청과 신의주지방법원 판사를 차례로 지냈다. 신의주지방법원 판사이던 1942년을 기준으로 종6위 훈6등에 서위되어 있었다.
태평양 전쟁 종전 후에도 미군정 하에서 청주지방법원 법원장에 임명되어 그대로 판사로 재직하였다. 대전지방법원 법원장을 거쳐 1949년에는 부산지방검찰청 검사장이 되면서 검사로 전직하였다. 부산지검장을 지내는 동안 국민보도연맹 결성 작업에서 일정한 역할을 담당한 일이 있다.
1950년에 서울지방검찰청 제3대 검사장, 대구고등검찰청 제2대 검사장을 지냈고, 1954년에 서울고등검찰청 제3대 검사장에 올랐다. 1957년부터 광주고등검찰청 제2대 검사장으로 재직하던 중, 1960년에 4·19 혁명이 성공하여 검찰 숙정이 단행되면서 사퇴했다.
2008년 민족문제연구소가 발표한 친일인명사전 수록예정자 명단 중 사법 부문에 선정되었다.

## 참고자료
- 서정국(徐廷國) - 국사편찬위원회